# Friedrich Gottlieb Schulz
Friedrich Gottlieb Schulz (* 5. Juli 1813 in Schaumburg (Nassau); †  12. März 1867 in Wiesbaden) war ein deutscher Lehrer und Mitglied der Frankfurter Nationalversammlung.

## Leben
Schulz wurde als Sohn eines Hofgärtners geboren und besuchte von 1829 bis 1832 das Gymnasium Weilburg. Im Anschluss studierte er bis 1834 Philologie und evangelische Theologie an der Universität Göttingen, wo er sich 1832 der Alten Göttinger Burschenschaft Allemannia und dem burschenschaftlichen Kränzchenverein anschloss. Von 1834 bis 1940 war er Lehrer des Erbprinzen von Waldeck, dann bis 1843 Kollaborator und schließlich Konrektor am Gymnasium in Weilburg.
Während der Märzrevolution war er Vorsitzender des Sicherheitskomitees in Weilburg und Redakteur des neu gegründeten Lahnbotens. Am 25. April 1848 wählten ihn die Wahlmänner in Limburg an der Lahn für den 3. Wahlkreis Nassau in die Frankfurter Nationalversammlung. Von den 646 abgegebenen Stimmen der Wahlmänner erhielt er 547 (85 %) und setzte sich damit gegen Friedrich Habel, Archivar aus Schierstein (72 Stimmen, 11 %) und Freiherr Max von Gagern (25 Stimmen, 4 %) (von Gagern wurde am gleichen Tag im 2. nassauischen Wahlkreis gewählt) durch (2 Stimmen waren auf Sonstige entfallen). Als Abgeordneter der Frankfurter Nationalversammlung gehörte er der Fraktion Westendhall und dem Märzverein an.
1848 wurde er auch Redakteur der Zeitung Lahnbote und 1849 Mitglied des Stuttgarter Rumpfparlaments. 1862 wurde er Mitglied des Deutschen Reformvereins.